# Armañanzas
Armañanzas település Spanyolországban, Navarra autonóm közösségben. Armañanzas Torres Del Río, Sansol, Desojo, Espronceda és Bargota községekkel határos. Lakosainak száma 53 fő (2024).

## Népesség
A település népessége az elmúlt években az alábbi módon változott:
| Lakosok száma | 88   | 81   | 66   | 63   | 60   | 61   | 60   | 53   | 51   | 53   |
|               | 2001 | 2004 | 2007 | 2009 | 2012 | 2014 | 2017 | 2019 | 2022 | 2024 |